# No Entry – Seitensprung verboten!
No Entry – Seitensprung verboten! (Originaltitel: No Entry) ist eine Bollywood-Komödie aus dem Jahr 2005. Der Film war der erfolgreichste indische Film dieses Jahres.

## Handlung
Kishan ist der Chefredaktor einer Zeitung und ein treuer Ehemann, dessen Familienglück durch die krankhafte Eifersucht seiner Frau Kaajal behindert wird. Sein Freund Prem ist im Gegensatz zu ihm ein Machotyp, der seine Frau Pooja auf Schritt und Tritt betrügt, besitzt aber Talent, Lügengeschichten zu erzählen, die die naive Pooja gerne glaubt. Er überredet Kishan, die Tänzerin Bobby aus dem Nachtclub „No Entry“ kennenzulernen und mit ihr eine Affäre anzufangen. Bobby bekommt von Prem 200.000 Rupien, falls es ihr gelingt, Kishan zu verführen. Doch als Kishan und Bobby sich zum ersten Mal treffen, taucht Kaajal auf und bittet um Erklärung. Genau in dem Moment kommt Kishans Mitarbeiter Sunny vorbei, und Kishan fällt nichts Besseres ein, als Bobby für Sunnys Frau auszugeben. Da Sunny bald Sanjana heiraten muss, kommt es immer wieder zu Missverständnissen, wenn Kaajal ihn mit seiner Verlobten trifft, die sie nun für seine Liebhaberin hält. Als Sunny Sanjana heiratet, wird es Kaajal klar, dass Bobby nie seine Frau war. Nun müssen die beiden Kumpel ihren Frauen erklären, wer Bobby eigentlich ist. Dann bitten sie Prem um Hilfe. Prem erzählt den Frauen eine rührende Geschichte über sich und Bobby, die sogar glaubwürdig wäre, wenn Pooja sie nicht gehört hätte. Nun hat auch Prem ein Problem und muss das Vertrauen seiner Frau zurückgewinnen.